# Veľká Turecká

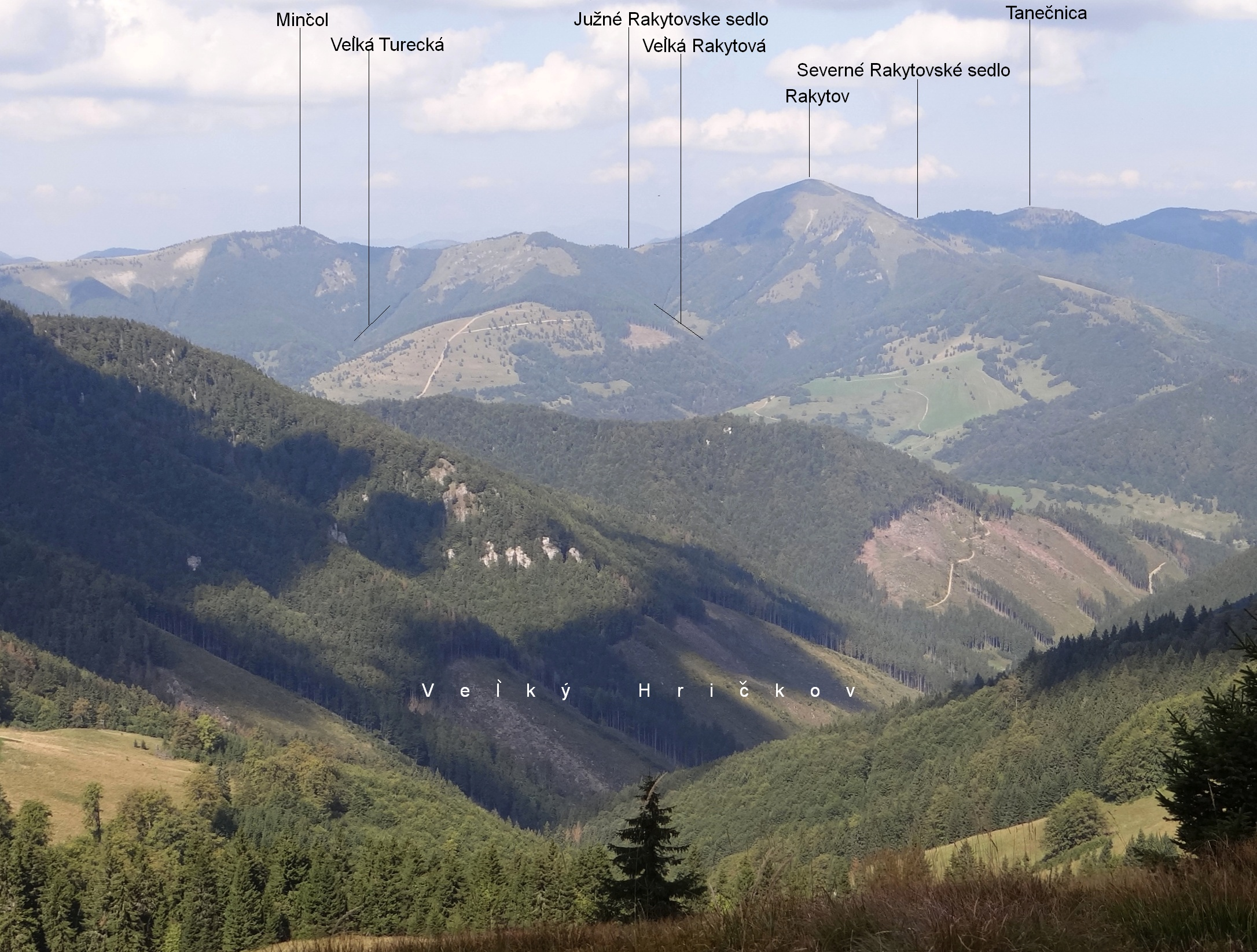
Widok z grzbietu Zwolenia

Veľká Turecká – dolina w Wielkiej Fatrze na Słowacji. Jest orograficznie lewym odgałęzieniem Revúckiej doliny (Revúcka dolina). Ma wylot na wysokości około 730 m w miejscowości Liptovské Revúce. Górą podchodzi pod tzw. liptowską grań Wielkiej Fatry na odcinku od wierzchołka 1295 m przez Minčol (1398 m) (około 1405 m) po Čierny kameň (1479 m). Dnem doliny spływa Turecký potok.
Duża część dolnych zboczy doliny jest trawiasta. Są to hale pasterskie, powstałe podczas kilkuwiekowego pasterstwa przez wyrąb lub tzw. cerhlenie. Górną część doliny porasta las. Doliną nie prowadzi żaden szlak turystyczny.
Po wschodniej stronie podnóży Veľkiej Tureckiej wzno się szczyt Ctibor.